# Мазин, Анатолий Иванович
Анато́лий Ива́нович Ма́зин (10 октября 1938, Магдагачи, Амурская область — 10 апреля 2008, Новосибирск) — советский и российский археолог, краевед, этнограф, доктор исторических наук (1988). Один из ведущих специалистов в области изучения наскального искусства Сибири и Дальнего Востока. Автор нескольких научных монографий.

## Биография
В 1966 году окончил историко-филологический факультет Благовещенского государственного педагогического института. С 1962 принимал активное участие в различных археологических экспедициях в Приамурье. С 1966 работал воспитателем и преподавателем в спецшколе. С 1967 занимал должность ответственного секретаря Амурского областного отделения ВООПиК, а с 1968 работал бригадиром оленеводов. В 1969 стал сотрудником отделения археологии и этнографии Института истории, филологии и философии СО АН СССР (РАН) в г. Новосибирск. В 1979 году защитил докторскую диссертацию «Петроглифы таёжной зоны Приамурья и Восточного Забайкалья» в Отделе гуманитарных исследований Сибирского отделения АН СССР .
Похоронен на Южном кладбище Новосибирска (квартал У).

## Научная деятельность
Автор научных книг и статей, в частности, по археологии и этнографии. А. И. Мазин руководил множеством археологических экспедиций по Читинской и Амурской областям, а также, Якутии, в результате которых было открыто более 30 памятников археологии. Им были открыты такие памятники, как Быркинская, Нюкженская, Кондуйская и др. писаницы. Основной деятельностью ученого было изучение археологии и традиционных культур Забайкалья, Якутии и Приамурья. Область научных интересов связана с исследованием древней историей народов региона, наскальных рисунков, святилищ и этнографии оленных эвенков (орочонов).